# Braine (Aisne)
Braine település Franciaországban, Aisne megyében. Lakosainak száma 2243 fő (2022. január 1.). Braine Augy, Brenelle, Cerseuil, Chassemy, Courcelles-sur-Vesle, Limé és Vasseny községekkel határos.

## Népesség
A település népességének változása:
| Lakosok száma | 1722 | 1952 | 2090 | 2099 | 2250 | 2249 | 2213 | 2235 | 2232 | 2243 |
|               | 1968 | 1982 | 1990 | 2006 | 2013 | 2015 | 2017 | 2019 | 2020 | 2022 |